# 弗洛尼拉沙佩勒
弗洛尼拉沙佩勒（法語：Flogny-la-Chapelle，法語發音：[flɔɲi la ʃapɛl]）是法国勃艮第-弗朗什-孔泰大区约讷省的一个市镇，位于该省中部偏东北，属于阿瓦隆区。

## 地理
弗洛尼拉沙佩勒（47°57'9"N, 3°52'20"E）面积23.75 平方千米，位于法国勃艮第-弗朗什-孔泰大區约讷省，该省份为法国中北部内陆省份，西接卢瓦雷省，西北接塞纳-马恩省，南至涅夫勒省，东临科多尔省，东北与奥布省接壤。
与弗洛尼拉沙佩勒接壤的市镇（或旧市镇、城区）包括：谢西莱普雷、莱克鲁特、马罗勒苏利涅尔、佩尔塞、迪耶、贝尔努伊、卡里塞、维利耶维讷。

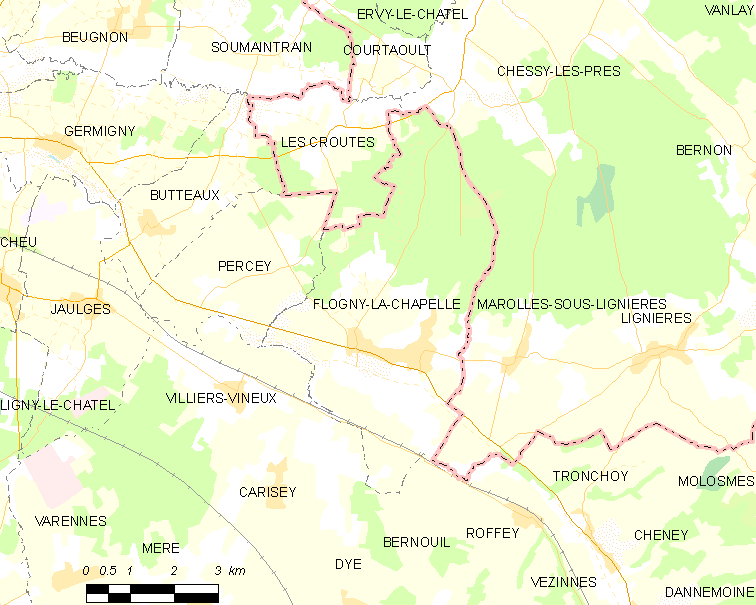
弗洛尼拉沙佩勒的OSM定位图

弗洛尼拉沙佩勒的时区为UTC+01:00、UTC+02:00（夏令时）。

## 行政
弗洛尼拉沙佩勒的邮政编码为89360，INSEE市镇编码为89169。

## 政治
弗洛尼拉沙佩勒所属的省级选区为托内鲁瓦县。

## 人口

1962-2008年间弗洛尼拉沙佩勒人口变化图示

弗洛尼拉沙佩勒于2022年1月1日时的人口数量为947人。